# Odilo Globocnik
Odilo Lotario (Lothar) Ludwig Globocnik, řečený Globus (21. dubna 1904 Terst – 31. května 1945 Paternion) byl rakouský vyšší důstojník SS a policie za druhé světové války a válečný zločinec. Je mnohokrát zmíněn v románu Laskavé Bohyně. Využíval svého postavení beze zbytku. Těšil se z velké podpory Heinricha Himmlera a byl jedním z mála vysokých důstojníků, který, přes ohromné korupční jednání, nebyl nikdy oficiálně potrestán.
Vzhledem k tomu, že Globocnik byl předním nacistickým činitelem a pachatelem nejen holocaustu, ale i zotročování a etnických čistek milionů Poláků a dalších Slovanů, zajímali se historici o zprávy, že by mohl mít slovanský původ (jeho příjmení je slovanské). V Globocnikově biografii z roku 2004 věnoval historik Joseph Kranjc celou první kapitolu debatě o jeho předcích. Píše, že Globocnik byl jinými nacisty zesměšňován kvůli svému příjmení, protože Hitler klasifikoval Slovany jako podlidi (Untermenschen). Ale starší nacisté, jako byl Heinrich Himmler, ho bránili a tvrdili, že je árijského původu a že jeho příjmení vzniklo slavizací. Jako paradox může působit informace, že jeho strýc Ciril měl jako svou druhou manželku česko-německou židovku zavražděnou v Treblince Leonii Grundmannovou z Hořic, sestru známé protifašistické bojovnice a české poslankyně Ireny Kirpalové. Je tedy přímo zodpovědný za smrt své tety.

## Kariéra
Odilo Globočnik se narodil jako druhé dítě do úřednické rodiny, slovinskému otci Franzi Globočnikovi, důstojníkovi rakousko-uherského jezdectva v Předlitavsku (Rakouské přímoří) v Terstu roku 1904. Odilova matka Anna, rozená Petschinka, se narodila ve Verseczi v Uhersku (nyní Vršac v Srbsku); byla napůl Srbka a napůl Chorvatka. V roce 1914 odešla rodina z Terstu do Cseklésze, kde byl po vypuknutí první světové války Franz Globočnik povolán do aktivní služby. Ve stejném roce vstoupil Globočnik do armády přes vojenskou školu. Válka jeho vojenské vzdělání předčasně ukončila. Přestěhoval se s rodinou do Klagenfurtu v Korutanech. Tam se jako teenager připojil k prorakouské dobrovolnické milici bojující proti slovinským dobrovolníkům a později k jugoslávské armádě během války v Korutanech (1918–1919). V roce 1920 pracoval jako podzemní propagandista pro rakouskou věc během korutanského plebiscitu.
Dne 1. března 1931 v Korutanech vstoupil do rakouské NSDAP, 1. září 1934 do SS. Původně stavební podnikatel byl od samého počátku[zdroj?] fanatickým nacistou. Velmi rychle se stal zástupcem vedoucího jedné z rakouských buněk NSDAP. Jeho kriminální a politická kariéra se svižně rozvíjela. V roce 1933 byl odsouzen k nepodmíněnému trestu za vraždu židovského klenotníka a odseděl si ve vězení jeden rok. Později se stal velmi cennou spojkou mezi Hitlerem a rakouskými nacisty, byl jmenován nacistickým šéfem Korutan a následně byl 24. května 1938 povýšen do pozice vídeňského gauleitera. Byl chráněncem Heinricha Himmlera, jenž mu přezdíval Globus, takže jeho kariéra strmě stoupala, a to až roku 1939, kdy byl odvolán z funkce vídeňského gauleitera za to, že zpronevěřil peníze a přinutil dívky z lepší společnosti k sexuálním orgiím. Za jeho odvoláním stál Hermann Göring.
Himmler ho však rehabilitoval a poslal do Lublinu, aby odtud v hodnosti Standartenführera a vůdce SS a policie v Lublinském distriktu řídil likvidaci židovské populace v Generálním gouvernementu. Za tuto velkorysost slíbil Himmlerovi, že odpraví milion Židů. Svůj závazek splnil trojnásobně. Od svých obětí získal více než 45 milionů amerických dolarů v hotových penězích, cennostech a obchodovatelných akciích. Pro svou vlastní potřebu zpronevěřil 5 milionů dolarů. Germanizace Polska v jeho rukách znamenala nejen hromadné vraždění Židů, ale také polských občanů.
Globocnik organizoval výstavbu vyhlazovacích táborů a od května 1942 vedl akci Reinhard, jejímž cílem byla likvidace Židů v Generálním gouvernementu. Archivy ukázaly, že Globocnik plnil Himmlerovy rozkazy s brutální efektivitou. Povýšil na Obergruppenführera SS a posléze byl v srpnu 1943 jako vyšší vůdce SS a policie v operační zóně Jaderské pobřeží přeložen do svého rodného města Terstu.
Na konci války se Globocnik zdržoval v horách u Klagenfurtu, kde se mu několik týdnů dařilo unikat zatčení. Globocnik spáchal 31. května 1945 sebevraždu požitím ampule s cyankáli, když na něj kapitán Ramsey vykřikl jeho jméno.

## Shrnutí vojenské kariéry

### Data povýšení
- SS-Untersturmführer – prosinec 1937
- Standartenführer – březen 1938
- Oberführer – září 1938
- Brigadeführer – listopad 1939
- Generalmajor der Polizei – září 1941
- SS-Gruppenführer a Generalleutnant der Polizei

Údaje použity z: německá Wikipedie-Odilo Globocnik

### Významná vyznamenání
- Zlatý stranický odznak (30.01.1939)
- Válečný záslužný kříž, I. třída s meči (21.04.1942)
- Železný kříž, II. třída (DD.09.1943)
- Železný kříž, II. třída, udělen podruhé (06.06.1944)
- Německý kříž , ve zlatě (07.02.1945)
- Německý kříž , stříbrný (21.07.1945)
- Sportovní odznak SA, bronzový
- Sudetská pamětní medaile
- Medaile za Anschluss
- Služební vyznamenání NSDAP, bronzové
- Služební vyznamenání NSDAP, stříbrné
- Válečný záslužný kříž, II. třída s meči
- Služební vyznamenání SS, II. třída - za 12 let
- Odznak protipartyzánského boje, stříbrný
- Řád koruny krále Zvonimira, I. třída s korunou a meči (Nezávislý stát Chorvatsko)
- Čestný prsten SS
- Meč cti reichsführera SS